# مداد جادویی ملاله
مدادِ سحرآمیزِ ملاله یا مدادِ جادوییِ ملاله (انگلیسی: Malala's Magic Pencil) یک کتاب مصور در سال ۲۰۱۷ است که توسط ملاله یوسف‌زی نوشته شده و توسط کراسکوئت تصویرگری شده است. این کتاب توسط لیتل، براون اند کمپانی در آمریکا و پافین بوکس در بریتانیا، با ویراستاری Farrin Jacobs منتشر شد. این کتاب، یوسف‌زی را نشان می‌دهد که در سوات، پاکستان بزرگ شده و آرزوی یک مداد جادویی را برای حل مشکلاتش دارد. او می‌آموزد که می‌تواند تغییری ایجاد کند، مانند پیشبرد حقوق برای تحصیل زنان. این کتاب نقدهای بسیار مثبتی دریافت کرد و هم نوشته‌های یوسف‌زی و هم تصاویر کراسکوئت را ستایش می‌کنند. این کتاب در چندین فهرست از بهترین کتاب‌های کودکان در سال ۲۰۱۷ قرار دارد.